# Branscheidt’sches Haus

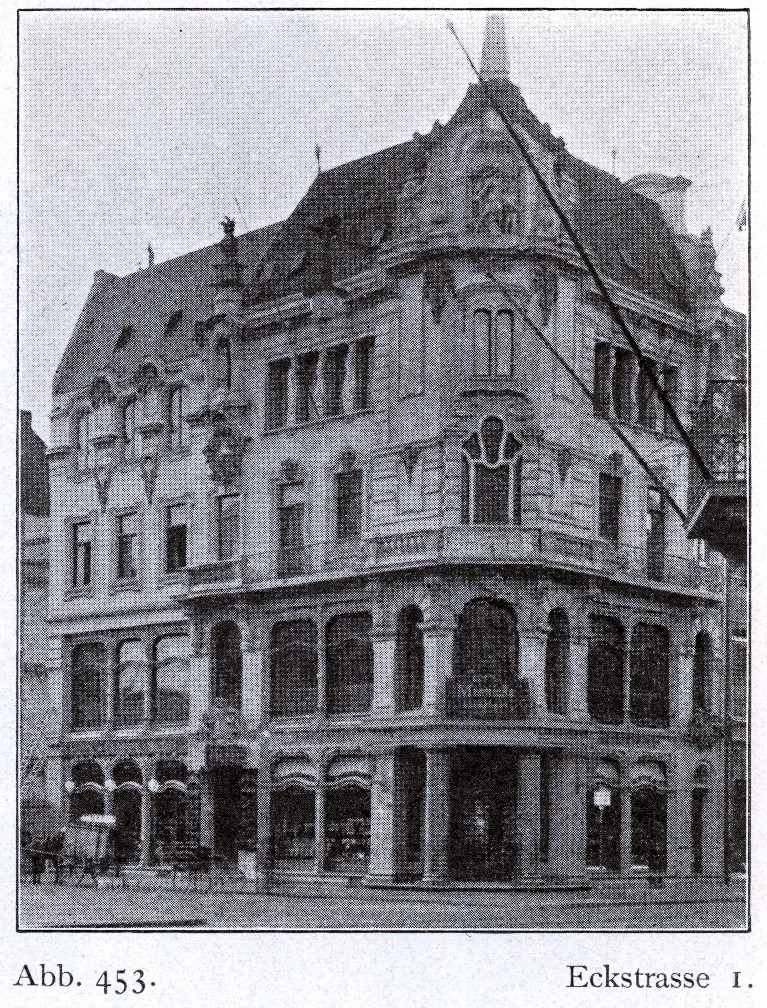
Branscheidt’sches Haus an der Eckstraße 1, Ecke Schadowstraße in Düsseldorf, erbaut 1890, Architekt J. Görres

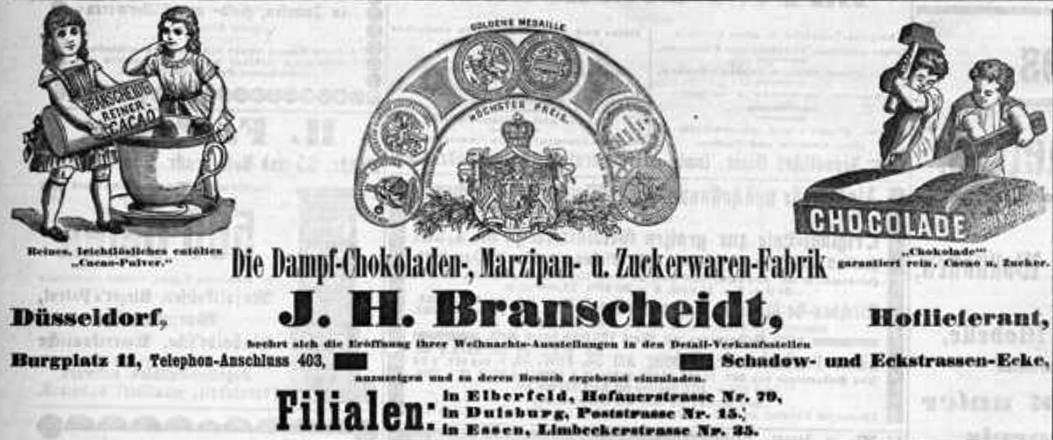
Anzeige J. H. Branscheidt, Dezember 1890

Das Branscheidt’sche Haus an der Eckstraße 1, Ecke Schadowstraße in Düsseldorf wurde im Jahre 1890 von dem Architekten J. Görres durch Um- und Erweiterungsbauten hergerichtet. Eigentümer war der Hoflieferant Wilhelm Branscheidt mit der J. H. Branscheidt Schokoladen- und Zuckerfabrik am Burgplatz 11. Interessant war die Innenarchitektur: So befand sich im ersten Obergeschoss ein Wiener Kaffee „mit bemerkenswerter Innenausstattung“.

## Beschreibung
Das Eckgebäude war viergeschossig, das Erd- und erste Obergeschoss waren mit großen Schaufensteranlagen ausgestattet. Im Erdgeschoss befanden sich Ladenräume. Im ersten Obergeschoss befand sich der Café-Betrieb, der durch einen besonderen Treppenaufgang zugänglich war. Das zweite Obergeschoss zeigte einen umlaufenden Balkon. Die abgeschrägte Ecke war architektonisch besonders ausgestaltet mit Ziergiebel und Figurenschmuck.